# ノルマ・アレアンドロ
ノルマ・アレアンドロ（Norma Aleandro Robledo）は、1936年5月2日、アルゼンチンのブエノスアイレスに生まれた女優である。脚本家、舞台演出家、作家としても活動している。両親ともに俳優であった。アルゼンチンでは精力的に映画、舞台、テレビに出演しており、その文化的な象徴として、また最も人気のある映画スターの一人として広く認識されている。国際的な評価も高く、数々の賞を受賞している。

## 主な受賞歴とノミネート
アレアンドロの国際的なキャリアにおいて、特に以下の作品と受賞歴が挙げられる。
- 『オフィシャル・ストーリー』(La historia oficial, 1985)
  - 1985年カンヌ国際映画祭 女優賞を受賞した。
  - 1987年ダヴィッド・ディ・ドナテッロ賞 最優秀外国人女優賞を受賞した。
  - 1985年ニューヨーク映画批評家協会賞 主演女優賞を受賞した。
- 『ギャビー、愛はすべてを越えて』(Gaby: A True Story, 1987)
  - 1988年アカデミー賞 助演女優賞にノミネートされた。
  - 1988年ゴールデングローブ賞 映画部門助演女優賞にノミネートされた。

この他にも、コンドル賞やグラマド映画祭ゴールデン・キキート賞など、国内外で多数の賞を受賞している。

## 主な出演作品
アレアンドロは幅広い作品に出演しており、以下に代表的な日本公開作品を挙げる。
- 『オフィシャル・ストーリー』 (La historia oficial, 1985)
- 『ギャビー、愛はすべてを越えて』 (Gaby: A True Story, 1987)
- 『今ひとたび』 (Cousins, 1989)
- 『愛と青春の鼓動』 (Vital Signs, 1990)
- 『静かなる戦い』 (One Man's War, 1991)
- 『最終目的地』 (The City of Your Final Destination, 2009)